# 伯洛特圣洛朗
伯洛特圣洛朗（法語：Beulotte-Saint-Laurent，法語發音：[bœlɔt sɛ̃ lɔʁɑ̃]）是法国上索恩省的一个市镇，属于吕尔区。

## 地理
伯洛特圣洛朗（47°51'38"N, 6°40'39"E）面积14.2 平方千米，位于法国勃艮第-弗朗什-孔泰大區上索恩省，该省份为法国东部内陆省份，北起顺时针与孚日省、贝尔福地区省、杜省、汝拉省、科多尔省和上马恩省接壤。
与伯洛特圣洛朗接壤的市镇（或旧市镇、城区）包括：费尔德吕、拉蒙尚、塞尔旺斯-米耶兰。
伯洛特圣洛朗的时区为UTC+01:00、UTC+02:00（夏令时）。

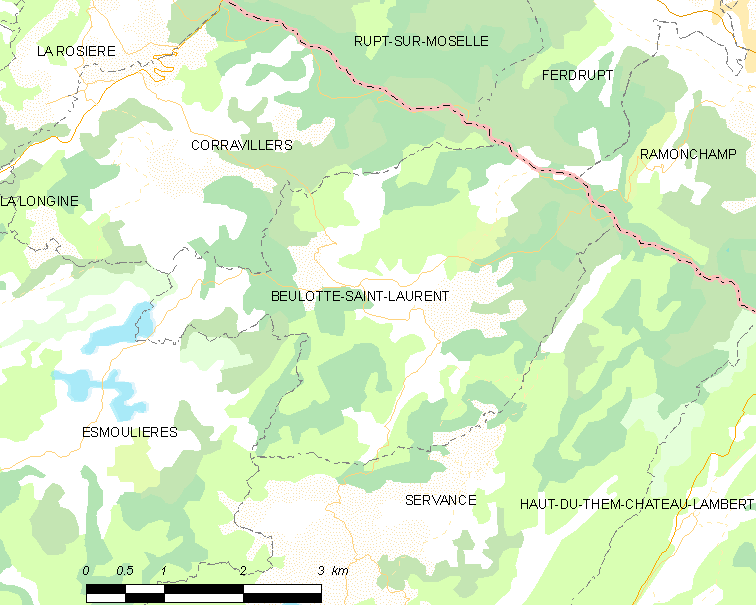
伯洛特圣洛朗的OSM定位图

## 行政
伯洛特圣洛朗的邮政编码为70310，INSEE市镇编码为70071。

## 政治
伯洛特圣洛朗所属的省级选区为梅利塞县。

## 人口

1962-2008年间伯洛特圣洛朗人口变化图示

伯洛特圣洛朗于2022年1月1日时的人口数量为61人。